# Sally Blue

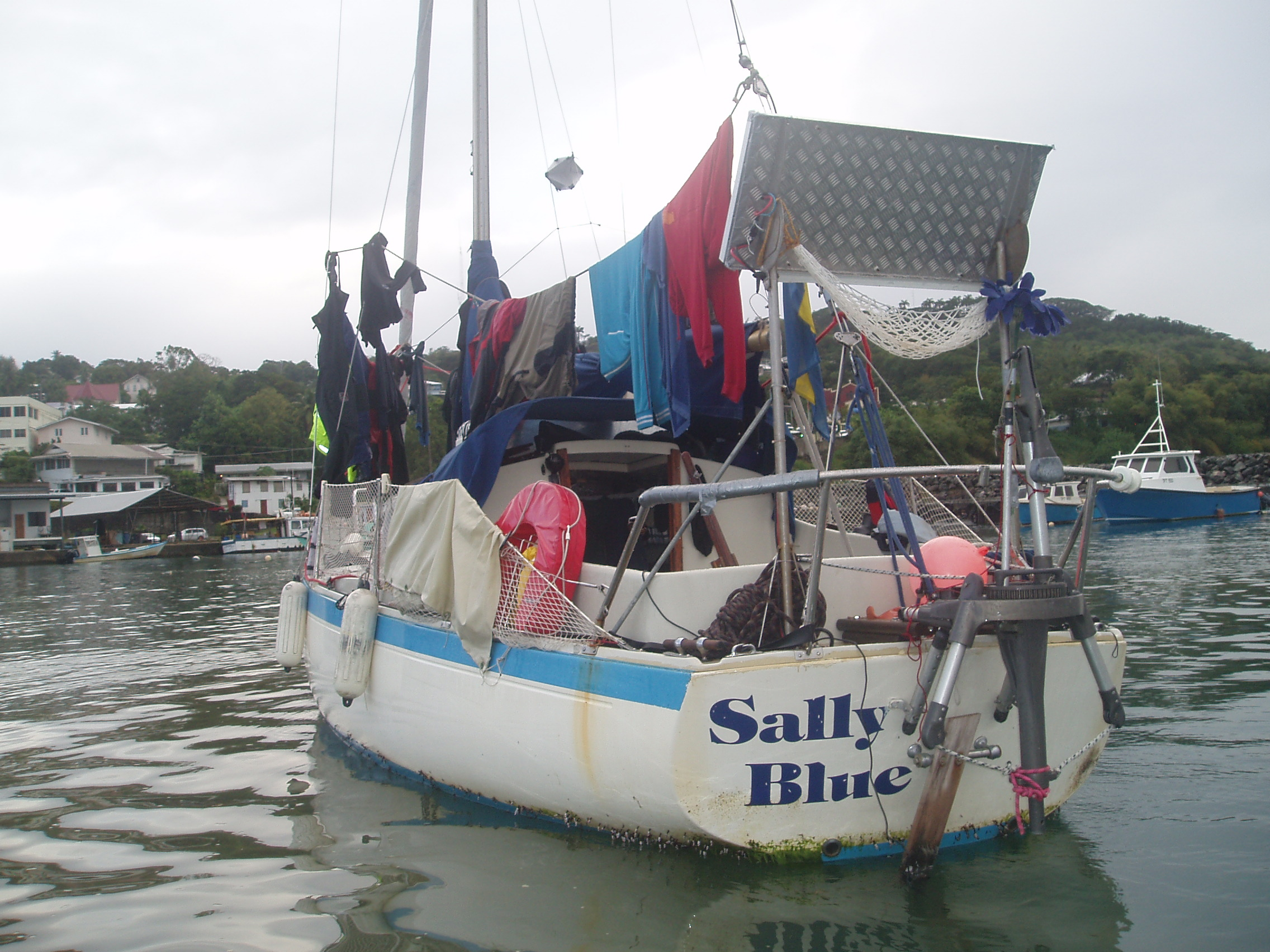
Albin Vegan Sally Blue som seglades runt jorden 2005 - 2007 av Danjel Henriksson, Kajsa Björn och Jonatan Bonthron

Sally Blue är den första svenska segelbåt av modellen Albin Vega som seglat runt jorden. Med sina 8 meter och knappa två ton är hon en av de absolut minsta svenska båtar som genomfört en världsomsegling. Ser man till att hon bar en besättning på tre till fem personer blir hon sannolikt en av världens minsta världsomseglare räknat i kvadratmeter per besättningsman.
Kapten under seglingen var 23-åriga Danjel Henriksson från Kalix.